# Kirgisische Eishockeyliga
Die Kirgisische Eishockeyliga ist die höchste Eishockeyliga in Kirgisistan.

## Geschichte
Die kirgisische Eishockeyliga wurde erstmals in der Saison 2007/08 ausgespielt. Bislang letzter Meister wurde in der Saison 2022/23 Lokomotiw Bischkek. Als Gastmannschaft trat der kasachische Amateurverein Juschnaja Stoliza Almaty in der Saison 2011/12 in der Liga an, hat jedoch im Gegenteil zu den anderen sieben Mannschaften nicht das Recht am Meisterschaftsfinale teilzunehmen.

## Teilnehmer 2011/12

### Gruppe A
- Gornjak Ak-Tus
- Arstan Bischkek
- Chan-Tengri Bischkek
- Juschnaja Stoliza Almaty

### Gruppe B
- Issyk-Kul Tscholpon-Ata
- Alatoo-Dordoi Naryn
- HK Kotschkor
- HK Dschumgal

## Meister
- 2022/23: Lokomotiw Bischkek
- 2019/20: Dordoi Ala-Too Naryn
- 2018/19: Arstan Shumkar Bischkek
- 2017/18: Dordoi Ala-Too Naryn
- 2016/17: Dordoi Ala-Too Naryn
- 2015/16: Arstan Shumkar Bischkek
- 2014/15: Arstan Shumkar Bischkek
- 2012/13: Dordoi Ala-Too Naryn
- 2011/12: Arstan Shumkar Bischkek
- 2010/11: Gornjak Ak-Tus[2][3]
- 2009/10: Chan-Tengri Bischkek[4]
- 2008/09: Alatoo-Dordoi Naryn
- 2007/08: Naryn